# Memecylon collinum
Memecylon collinum är en tvåhjärtbladig växtart som beskrevs av Jacq.-fel.. Memecylon collinum ingår i släktet Memecylon och familjen Melastomataceae. Inga underarter finns listade i Catalogue of Life.